# ジョン・グレイ (第11代グレイ卿)
第11代グレイ卿ジョン・グレイ（英語: John Gray, 11th Lord Gray、1716年4月11日 – 1782年8月28日）は、スコットランド貴族。

## 生涯
第10代グレイ卿ジョン・グレイとヘレン・ステュアート（Helen Stewart、第5代ブランタイア卿アレクサンダー・ステュアートの娘）の長男として、1716年4月11日に生まれた。
1738年12月15日に父が死去すると、グレイ卿の爵位を継承した。1739年5月12日のスコットランド貴族代表議員選挙において、一般的にはロード・オブ・パーラメントの序列で一番上とされるフォーブズ卿より、自身の爵位であるグレイ卿のほうが順位が高いと主張したが、その根拠は不明だったという。
1741年10月17日、マーガレット・ブレア（Margaret Blair、1720年8月6日 – 1790年1月23日、アレクサンダー・ブレアの娘）と結婚、5男8女をもうけた。マーガレットはキンファウンズ城の相続人だった。
- アンドリュー（1742年8月8日洗礼 – 1767年5月23日）
- ジーン（1743年7月5日洗礼 – 1786年2月19日） - 1763年6月28日、第9代マリ伯爵フランシス・ステュアートと結婚、子供あり。孫に第14代マリ伯爵および第18代グレイ卿ジョージ・フィリップ・ステュアートがいる
- ジョン（1744年6月9日 – ?） - 早世
- ヘレン（1745年6月30日 – 1775年7月29日） - 1765年10月1日、ウィリアム・スターリング（William Stirling）と結婚、子供あり
- アン（1747年3月13日洗礼 – 1802年9月10日） - 1776年12月30日、ジョージ・パターソン（George Paterson）と結婚、子供あり
- マーガレット（1748年5月22日洗礼 – 1806年7月12日）
- バーバラ（1749年9月6日洗礼 – 1794年10月5日）
- チャールズ（1752年 – 1786年） - 第12代グレイ卿
- ウィリアム・ジョン（1754年 – 1807年） - 第13代グレイ卿
- エリザベス（1787年8月24日没） - 1771年、フィリップ・エインズリー（Philip Ainslie）と結婚、子供あり
- フランシス（1765年 – 1842年） - 第14代グレイ卿
- シャーロット
- メアリー - 早世

1782年8月28日に死去、息子チャールズが爵位を継承した。